# Franz Beckmann (Klempnerei)

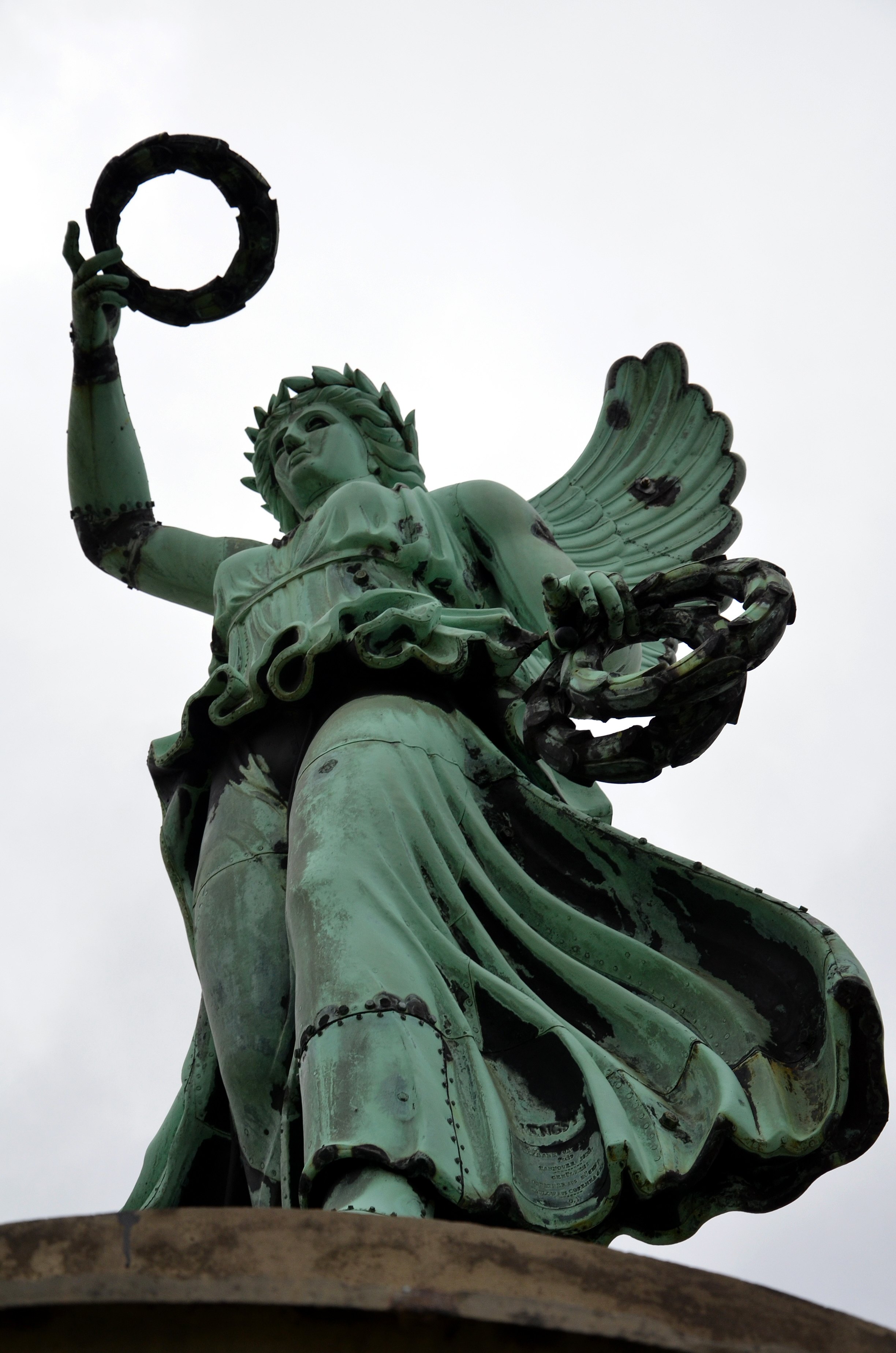
In einer Gewandfalte nahe dem linken Fuß der von dem Bildhauer August Hengst Anfang der 1830er Jahre entworfenen Victoria auf der Waterloosäule finden sich die Namen der Kupferschmiede Conrad und Franz Beckmann

Franz Beckmann später auch E. Beckmann genannt, war der Name eines Königlich Hannoverschen Hof-Klempners, Lampen-Fabrikanten und Lackierfabrik, aber auch die Firmierung eines Installations-, Sanitär- und Beleuchtungs-Einzelhandels-Geschäftes.

## Geschichte
Das Familienunternehmen der Beckmanns ging auf den zur Zeit des Kurfürstentum Hannover während der Personalunion zwischen Großbritannien und Hannover am 11. Dezember 1780 geborenen Conrad David Gerhard Beckmann zurück. Dieser betrieb sein Gewerbe, die Herstellung von Blechwaren, noch rein handwerklich. Seine Werkstatt unterhielt er im eigenen Hause in der Kramerstraße in Hannover, in dem sein künstlerisch begabter Sohn Franz Beckmann (Franz Friedrich Georg Beckmann) im Alter von 20 Jahren gemeinsam mit seinem Vater die von August Hengst entworfene Siegesgöttin Victoria für die von Georg Ludwig Friedrich Laves entworfene und am 18. Juni 1832 eingeweihte Waterloosäule in Kupfer trieb. Noch kurz vor der Einweihung der Waterloosäule war die Victoria im Innenhof des Hauses in der Kramerstraße ausgestellt worden und vom königlichen Hof besichtigt worden, wobei „dem Anfertiger hohe Anerkennung zuteil“ wurde. Über die schwierige Verfertigung des Kopfes der Victoria hatten Conrad und Franz Beckmann einen Bericht angefertigt, der mehr als ein Jahrhundert später – 1955 – bei Restaurierungsarbeiten an der Figur aufgefunden wurde.
Mit den neu gewonnenen Geschäftsbeziehungen und mit der Unterstützung des Welfenhauses konnte Franz Beckmann den vormaligen Handwerksbetrieb auf eine breitere Grundlage stellen und 1835 seine eigene Firma gründen. Er verlegte die zuvor kleine Blechwarenfabrik aus der Kramerstraße in die Burgstraße, wo er dann eine „Blech-, Gußwaaren- und Lackir-Fabrik“ begründete. Zusätzlich zu den eigenen Produkten bot die Firma bald auch englisches Porzellan und Pariser Öllampen an – die sogenannten „Moderateurlampen.“ Damit begann zugleich der Handel Beckmanns mit „Leuchtgerät“. In der entstehenden Beleuchtungsindustrie standen die Produkte des im Adressbuch Hannover eingetragenen Königlichen Hoflieferanten und Lampenfabrikanten bald deutlich heraus. Schon 1836 empfahl der Schriftsteller Georg Harrys für die Weihnachtsausstellung des Jahres einen Besuch der Beckmannschen Fabrik.
Während der zweiten Gewerbeausstellung im Königreich Hannover im Jahr 1837 stellte „Franz Beckmann jun.“ neben seinem großen Lampen-Sortiment auch eine mehrarmige Spiritus-Gaslampe in Form eines Kronleuchters aus. Zusätzlich zu den von Beckmann angebotenen „Theemaschinen“ fand ein in Messing getriebenes Porträt-Relief sowie eine ebenfalls in Metall getriebene lebensgroße Büste aufgrund ihrer „vollkommensten technischen und künstlerischen Ausführung“ in einer vom Gewerbeverein für das Königreich Hannover publizierten Rückschau besondere Beachtung. Für die Schau der ausgestellten Waren wurde der Fabrikant mit der Verleihung der bronzenen Medaille des Gewerbevereins ausgezeichnet.
Auf der Gewerbeausstellung von 1840 zeigte „F. Beckmann, Hofklempner in Hannover“
- „zwei Uhrlampen nach Carreau von polirtem Messing“[8]
- eine Emaillir-Lampe nach Péclet;
- eine Kaffee-Filtrirkanne mit Dreifuß und Spirituslampe 3 Reichstaler 18 Silbergroschen;
- einen Reiseschnellkocher mit ausziehbarem Fuß
- sowie einen Ofen aus poliertem Kupfer, vergoldeten Bronze-Ornamenten und einem Aufsatz eines bronzenen Adlers. Das ausgestellte Objekt hatte Beckmann nach einer Entwurfs-Zeichnung des Hofarchitekten Georg Ludwig Friedrich Laves geschaffen. Es stand im „Eigentum Seiner Majestät des Königs“ Ernst August von Hannover.[7]

1850 wurde Beckmann mit der kleinen goldenen Medaille ausgezeichnet.
Nachdem erstmals in den Adressbüchern Hannovers im Jahr 1852 durch den Herausgeber eine eigenständige Rubrik für Lampenfabrikanten eingerichtet worden war, wurde die Lampenfabrik von Beckmann im selben Jahr „als die größte Lampenfabrik im Königreiche“ beschrieben, die seinerzeit bereits „über 100 Sorten“ Lampen produzierte.
Neben der von Beckmann ausgeführten Victoria zählte der große Kronleuchter im Zuschauerraum des – 1852 eröffneten – Opernhauses zu den bekanntesten Produkten aus der Werkstatt der Firma, die lange mit der „Lieferung des hellsten Lichtes“ in Verbindung gebracht wurde. Der Kronleuchter ging nach gut 90 Jahren durch Kriegseinwirkung verloren.
1865 war der Hof-Fabrikant Franz Beckmann, der seinen Geschäftssitz in der Burgstraße 4, seinen Wohnsitz in der Meterstraße 5 hatte, Mitglied und Teilnehmer bei der im September desselben Jahres in Hannover veranstalteten Versammlung der Gesellschaft Deutscher Naturforscher und Ärzte.
1883 übersiedelte das Unternehmen in das familieneigene Geschäftshaus im Rundbogenstil, das Beckmannhaus, das nun unter der Adresse Georgstraße 29 firmierte (heute: Georgstraße 48). Sechs Jahrzehnte später wurde das Haus Beckmann während der Luftangriffe auf Hannover im Zweiten Weltkrieg im Kriegsjahr 1943 durch Fliegerbomben totalzerstört – ebenso wie der historische Kronleuchter im Opernhaus. Von dem Geschäftsgebäude hatte sich lediglich eine alte animierte Zeichnung erhalten. Damit endete die Geschichte des bis dahin kunstgewerblich ausgerichteten Familienunternehmens.

## Erich Beckmann
Erich Beckmann (* 25. Mai 1907) war ein Nachkomme der Familie und zählte zu den bedeutendsten Kunst- und Antiquitätenhändlern in Deutschland. Noch unter der Britischen Militärregierung begann er auf einem fremden Grundstück auf der Georgstraße mit dem Ausbau eines Ladens, in dem er bereits im August 1946 ein „Geschäft für erlesene Antiquitäten und alten Schmuck“ eröffnete. In der Nachkriegszeit errang Beckmann im deutschen und wie auch im internationalen Kunsthandel große Bedeutung und Anerkennung. So konnte er 1954 mit einem Neu-Aufbau auf dem noch familieneigenen Grundstück in der Georgstraße beginnen. Im wiederum eigenen Geschäftshaus eröffnete die Firma großzügige, über zwei Etagen reichende Räume mit einer Ausstellungsfläche von mehr als 500 Quadratmetern. Im Beckmannhaus wurden – eineinhalb Jahrhunderte nach Eröffnung des Stammhauses – noch Mitte der 1980er Jahre vor allem Gemälde bedeutender Meister des 17. bis 19. Jahrhunderts angeboten, aber auch frühe russische und griechische Ikonen, Bronzen und Skulpturen des 15. bis 18. Jahrhunderts, Renaissance- ebenso wie Barockmöbel, dazu Ostasiatika, antikes Kunstgewerbe in Silber, Bronze oder Zinn, Fayencen, Porzellan und Glas sowie ausgewählter antiker Schmuck.
Ab 1988 wurde die Antiquitäten-Galerie Beckmann durch Beckmanns Nichte, die Kunsthistorikerin Annemarie Pape, geführt. Drei Jahrzehnte später wurde das Unternehmen im Jahr 2008 aufgrund des Rückgangs des Umsatzes jedoch geschlossen und die verbliebenen Bestände auf Schloss Ahlden versteigert.